# Bottle Island
Bottle Island est un îlot inhabité du Royaume-Uni située en Écosse et faisant partie des Summer Isles, un groupe d'îles des Hébrides intérieures.

## Géographie
Bottle Island, orientée dans le sens sud-ouest-nord-est, se situe sur la côte Ouest de l'Écosse et est baignée par The Minch. Elle est entourée par l'île de Priest à l'ouest, par le rocher de Sgeir Mhòr au nord et par les îlots de Carn Iar et de Carn Deas au nord-est qui forment une baie baignant la côte Est de Bottle Island et appelée Na Finlaichean.
La majorité des côtes de l'île sont constituées de rochers. La côte Sud de l'île est en revanche formée d'une plage sablonneuse d'une trentaine de mètres.
L'île fait partie du National Scenic Area d'Assynt-Coigach.

## Faune et flore marine
Bottle Island est entourée par une faune et une flore marine variée attirée par les nutriments brassés par les courants marins dont les plus forts se rencontrent à l'extrémité Sud de l'île. La flore est essentiellement représentée par une espèce de codium (Codium fragile) tandis que la faune marine est formée d'éponges, d'anémones de mer, d'alcyonacea, de balanophyllia (Balanophyllia elegans) et d'anémones perle mais aussi de baleines accompagnées par des oiseaux de mer.
Cette faune marine fait de l'île un site de plongée sous-marine qui offre des pentes descendant à plus de 35 mètres par endroits.